# Джозеф Патрік Кеннеді
Джозеф Патрік «Джо» Кеннеді Ст. (англ. Joseph P. Kennedy, Sr; 6 вересня 1888, Бостон, Массачусетс, США — 18 листопада 1969 , Массачусетс, США) — американський бізнесмен, інвестор, та політик, відомий своїми високими позиціями в політиці США. Джозеф був провідним членом Демократичної партії й ірландської католицької громади та інавгураційним головою цінних паперів і бірж США (SEC). На цю посаду його призначив президент Франклін Д. Рузвельт. Потім керував морською комісією. Кеннеді служив послом Сполучених Штатів у Сполученому Королівстві з 1938 до кінця 1940 року, в тому числі на початку Другої світової війни. Батько Президента США Джона Кеннеді.

## Життєпис
Народився 1888 року в Бостоні, Массачусетс. Джозеф — найстарший син Мері Августини Кеннеді та бізнесмена і політика Патріка Джозефа «Пі Джея» Кеннеді. Він мав молодшого брата Френсіса (помер у дитинстві) та двох молодших сестер — Мері і Маргарет. Всі пращури Джо емігрували до Массачусетсу 1840 року і походили з ірландської родини.
Джозеф навчався в англ. Boston Latin School та грав у бейсбольній шкільній команді. Потім вступив до Гарвардського університету на факультет економіки.
В 1914 році одружився з Роуз Фіцжеральд найстаршою донькою мера Бостона Джона Ф. Фіцжеральда і Мері Джозефіни Хеннон. Після завершення навчання був банківським працівником. В 25 років став президентом банку. В інтерв'ю пресі Кеннеді сказав, що став наймолодшим президентом банку в Америці. Став мультимільйонером в 35. Кеннеді було призначено послом США у Великій Британії в 1938 за підтримки Демократичної партії. Намагався уникнути вступу США у Другу світову війну; скептично оцінював здатність Великої Британії встояти у війні проти нацистської Німеччини — 12 червня 1940 року в телеграмі Рузвельту називав британців "жалюгідними". 
В 1941 році на його прохання найстаршій доньці Розмарі було проведено лоботомію після якої вона залишилась недієздатною. Однією з причин проведення цієї операції вважається хвороба доньки. Розмарі померла в 2006 року в 86-річному віці. Зі слів секретаря Кеннеді Жаннет Дес Роз'є ім'я Розмарі ніколи не згадувалося в домі Джозефа.
19 грудня 1961 року Кеннеді переніс інсульт. Йому було 73. Він вижив, однак права сторона залишилась паралізованою. Внаслідок інсульту він також страждав від афазії, яка впливала на його можливість розмовляти. Згодом він зміг частково відновити функції свого організму. 22 травня 1964 року відчув слабкість у м'язах. Через неї Джозеф змушений був використовувати інвалідний візок. В 1964 році відвідав медичний центр англ. The Institutes for the Achievement of Human Potential у Філадельфії.
Син Джозефа Кеннеді Роберт був убитий 5 червня 1968 року. Останнім публічним виходом Джо було звернення з дружиною і сином Тедом до країни.
Джозеф помер через рік вдома в порту Hyannis 18 листопада 1969. Кеннеді пережив своїх чотирьох дітей. Похований на кладовищі Holyhood (Бруклін), Массачусетс.

## Родина Кеннеді
У Джозефа Кеннеді було 9 нащадків. Джон Ф. Кеннеді, майбутній президент, якого у родині називали «Джеком», мав трьох братів: Джозефа — «Джо», який загинув під час Другої світової війни, Роберта — «Боббі» та Едварда — «Теда». Двоє останніх пішли в політику та підтримували Джона під час його президентської каденції. Також Д. Кеннеді-старший мав 5 дочок: Розмарі, Кетлін Агнес, Юніс Мері, Патрицію Гелен і Джин Енн.
Під час першої президентської виборчої кампанії Франкліна Рузвельта Джозеф Кеннеді виділив на неї 25 тисяч доларів, а також разом із друзями зібрав ще 100 тисяч.
Кеннеді-старший був знайомий з багатьма відомими людьми: він товаришував із Папою Римським Пієм ХІІ, газетним магнатом Вільямом Герстом.
На 9 дітей були заведені рахунки, і, досягши повноліття, кожен отримував понад 10 мільйонів доларів. «Я хочу, щоб кожен із моїх дітей був фінансово самостійним і міг послати мене під три чорти», — заявляв Джозеф Кеннеді. Його життєвим кредо було бажання скрізь усіх випереджати. «Мені байдуже, — казав Джозеф, — ким ти будеш у житті, але хай ким ти є, будь найкращим у своїй професії».